# Ніколос Енглезу
Ніколос «Нікос» Енглезу (грец. Νίκος Εγγλέζου, нар. 11 липня 1993, Лімасол) — кіпрський футболіст, нападник клубу АЕК (Ларнака).
Виступав, зокрема, за клуби АЕК та «Анортосіс», а також національну збірну Кіпру.

## Клубна кар'єра
Народився 11 липня 1993 року в місті Лімасол. Вихованець юнацьких команд футбольних клубів «Аполлон», АЕК.
У дорослому футболі дебютував 2011 року виступами за команду АЕК, в якій провів один сезон, взявши участь в одному матчі чемпіонату. 
Згодом з 2012 по 2018 рік грав у складі команд «Неа Саламіна», АЕК (Ларнака) та «Аріс».
Своєю грою за останню команду привернув увагу представників тренерського штабу клубу «Анортосіс», до складу якого приєднався 2018 року. Відіграв за кіпрську команду наступні два сезони своєї ігрової кар'єри.
Протягом 2020-2021 років захищав кольори клубу «Докса».
До складу клубу АЕК (Ларнака) приєднався 2021 року. Станом на 28 серпня 2021 року відіграв за клуб з Ларнаки 14 матчів в національному чемпіонаті.

## Виступи за збірні
У 2009 році дебютував у складі юнацької збірної Кіпру (U-19), загалом на юнацькому рівні взяв участь у 8 іграх, відзначившись одним забитим голом.
У 2012 році залучався до складу молодіжної збірної Кіпру. На молодіжному рівні зіграв у 9 офіційних матчах, забив 1 гол.
У 2015 році дебютував в офіційних матчах у складі національної збірної Кіпру.
| Дата      | Місто   | Господарі  | Результат | Гості | Турнір            | Голи | Примітки |
| --------- | ------- | ---------- | --------- | ----- | ----------------- | ---- | -------- |
| 3-9-2015  | Нікосія | Кіпр       | 0 – 1     | Уельс | Відбір до ЧЄ 2016 | -    | 75'      |
| 24-3-2016 | Одеса   | Україна    | 1 – 0     | Кіпр  | товариський матч  | -    | 77'      |
| 25-5-2016 | Ужиці   | Сербія     | 2 – 1     | Кіпр  | товариський матч  | -    | 82'      |
| 3-6-2017  | Ешторіл | Португалія | 4 – 0     | Кіпр  | товариський матч  | -    | 68'      |
| Усього    |         | Матчів     | 4         |       | Голів             | 0    |          |